# Kuriszlánfői-zsomboly
A Kuriszlánfői-zsomboly az Aggteleki Nemzeti Park területén található egyik barlang. A barlang az Aggteleki-karszt és a Szlovák-karszt többi barlangjával együtt a világörökség része. Turista útikalauzokban is szerepel.

## Leírás
A Kuriszláni-beszakadástól néhányszáz méterre helyezkedik el a barlang. A Lipinye-tető közelében, nehezen megtalálható helyen van a zsomboly bejárata. Az András-galya felé tartó meredek szekérút kezdetétől kb. 90 m megtétele után kell K-re letérni a szekérútról és kb. 20 m-t menni a zsomboly nyílásáig. A 2×1 m-es, ovális barlangbejárat erdőben található és nehezen vehető észre.
A barlang középső triász mészkőben keletkezett. Bejárati aknája egy terembe vezet, ahol a barlang alja található. Az aknát kb. 2 m mélységig moha borítja. Néhány felfelé induló, a végén összeszűkülő kürtő van benne. Formakincsét főleg a párhuzamos aknák közötti átoldott ablakok, fennmaradt sziklahidak és gömbfülke alakú mennyezeti kupolák jellemzik. Állócseppkövek, függőcseppkövek, cseppkőlefolyás és cseppkőzászló figyelhető meg benne. Valószínűleg denevérek is használják. A barlang bejárásához kötéltechnikai eszközök alkalmazása kell. 20 m kötél elég megtekintéséhez. További járatok feltárására leginkább a mélypontján van lehetőség.
1957-ben volt először Kuriszlánfői-zsombolynak nevezve a barlang az irodalmában. Előfordul a barlang az irodalmában Kőlyuk (Holly, Csicsely 1961), Kuriszlánfői-barlang (Székely 1986), Kuriszlánfői Kőlyuk (Holly, Csicsely 1961), Kuriszlánfői kőlyuk (Kordos 1984), Kuriszlán-fői-zsomboly (György 1966), Kuriszlánfői zsomboly (Holly, Csicsely 1961), Kuriszlánfő-zsomboly (Jakucs 1957) Kuriszláni-zsomboly (Jakucs 1961) és Kuriszláni zsomboly (Berhidai, Cser, Holl 1981) neveken is.

## Kutatástörténet
1911 nyarán Strömpl Gábor járt a területen, majd az 1912. évi Földtani Közlönyben megjelent publikációjában valószínűleg ezt a barlangot írta le. A leírás szerint az András-galya nevű helyen, a Kuriszlán nevű erdőben található egy szakadékos, mély zsomboly. Egy 1933-ban kiadott, Jaskó Sándor által írt tanulmányban néhány szóban le van írva a Kuriszlánfői-zsomboly, amely a Baradla-barlang közvetlen környékén nyíló zsombolyok közül az egyik. A tanulmányban lévő helyszínvázlaton látható a barlang földrajzi elhelyezkedése. A leírás szerint a Kuriszlánfő nevű helyen helyezkedik el. A barlang 16,5 m mély és aljában többfelé ágazó, 8 m átmérőjű terem található.
Az 1957-ben napvilágot látott, Aggtelek és vidéke útikalauz szerint a Jósva-völgytől É-ra lévő területen, például a Kuriszlánban is van kis mélységű zsomboly. A Kuriszlánfő-zsomboly 16 m-es. A könyv névmutatójában a barlang neve Kuriszlánfői-zsomboly. Az 1960. évi Karszt- és Barlangkutatási Tájékoztatóban meg van említve, hogy a Tücsök-lyuk a Kuriszlánfői-zsombolyhoz hasonlít legjobban alaktanilag. Az 1961-ben kiadott útikalauzban szó van arról, hogy a Jósvafőtől É-ra lévő területen, például a Kuriszlán-háton is van zsomboly. Itt található a 16 m-es Kuriszlánfő-zsomboly. A könyv névmutatójában a barlang neve Kuriszláni-zsomboly.
A Karszt és Barlang 1961. évfolyamában az olvasható, hogy a Kuriszlánfői Kőlyuk a Nagy-oldali-zsombolyhoz hasonló jellegű zsomboly. A Kőlyuk a Lipinye-tető közelében fekszik és 17 m mély. A Szelce-völgyben lévő jellegzetes szénapajtától DK-re 600 m-re, a Kuriszlánfői-kúttól 310 m-re, az erdőszéltől 40 m-re van a barlang nehezen megtalálható bejárata. Bejárati aknája 1,5×6 m-es, 11 m hosszú és többször kanyarodik. A bejárati akna 10 m mélységben egy nagy terem oldalába torkollik. Itt 5 m-es letörés után lehet elérni a feneket.
Az üreg formái nagyon hasonlóak a hévforrásos barlangok alakjaihoz. Több felfelé induló, vakon végződő kürtőben korróziós nyomok figyelhetők meg. A barlang legnagyobb részét adó központi terem is ilyen. Középső triász világosszürke mészkőben keletkezett a fosszilis patakbarlang maradvány. A tanulmányba bekerült a barlang két hosszmetszet térképe. A térképlap szerint a barlang neve Kuriszlánfői zsomboly. 1964-ben a Vámőrségi Barlangkutató Csoport tagjai kutatták és 4 m-rel növelték mélységét, ahol egy oldaljárat kezdetét fedezték fel. Szilvássy Gyula 1965-ben megjelent tanulmánya szerint az ÉKME Barlangkutató Csoport tárta fel a barlangot. Az 1975-ben megjelent útikalauz szerint a Kuriszlán-háton is van zsomboly, például a 16 m mélységig bejárt Kuriszlánfő-zsomboly.
Az 1976. évi MKBT Meghívóban közölt lista alapján 1976-ban a Papp Ferenc Barlangkutató Csoportnak volt kutatási engedélye az Észak-Borsodi-karszton lévő Kuriszlánfői-zsomboly kutatásához. Az 1976-ban befejezett, Magyarország barlangleltára című kéziratban szó van arról, hogy Jósvafőn helyezkedik el a Kuriszlánfői zsomboly (kuriszlánfői kőlyuk). A kuriszláni pajtától DK-re, kb. 600 m-re, a kuriszlánfői kúttól 310 m-re, az erdő szélétől 40 m-re található a barlang bejárata. A bejárat 5×6 m-es függőleges akna. A 11 m hosszú és 16,5 m mély barlang alján többfelé ágazó terem van. A kézirat barlangot ismertető része 3 publikáció alapján lett írva.
A Bertalan Károly és Schőnviszky László által összeállított, 1976-ban megjelent Magyar barlangtani bibliográfia barlangnévmutatójában meg van említve az Aggteleki-karszton lévő barlang Kuriszlánfői-zsomboly néven. A barlangnévmutatóban meg van említve 1 irodalmi mű, amely foglalkozik a barlanggal. A Papp Ferenc Barlangkutató Csoport 1981. évi jelentésében lévő helyszínrajzon látható a barlang földrajzi elhelyezkedése. A térképen Kuriszláni zsomboly néven, a Kurizsláni-barlangtól ÉK-re van feltüntetve a Kuriszlánfői-zsomboly. Az 1984-ben napvilágot látott, Magyarország barlangjai című könyv országos barlanglistájában meg van említve az Aggteleki-karszton lévő barlang Kuriszlán-fői-zsomboly néven Kuriszlánfői kőlyuk névváltozattal együtt. A listához kapcsolódóan látható az Aggteleki-karszt és a Bükk hegység barlangjainak földrajzi elhelyezkedését bemutató 1:500 000-es méretarányú térképen a barlang földrajzi elhelyezkedése.
Az 1986. évi Karszt és Barlangban megjelent bibliográfia regionális bibliográfia részében szerepel a barlang Kuriszlánfői-barlang néven. Az összeállítás szerint a Karszt és Barlangban publikált írások közül 1 foglalkozik a barlanggal. 1995 óta az Aggteleki-karszt és a Szlovák-karszt többi barlangjával együtt a világörökség része a Kuriszlánfői-zsomboly. A 2001. évi Karsztfejlődésben kiadott tanulmányban az olvasható, hogy a barlang 16,5 m mély és néhány párhuzamos aknából álló összetett aknabarlang. A barlangnak 360 m tengerszint feletti magasságban, völgy aljában, hegyoldalban van a bejárata. Valószínűleg régen a Kossuth-barlang víznyelője volt és később került magasabb helyzetbe a völgy mélypontjáról. A 2002–2003. évi Karszt és Barlangban publikált, Holly Istvánról szóló nekrológban az van írva, hogy az 1960. évi Karszt- és Barlangkutatási Tájékoztatóban Holly István Fejérdy Istvánnal együtt közölt cikket. A cikkben be van mutatva a Kuriszlánfői-zsomboly.